# Волчий Хвост

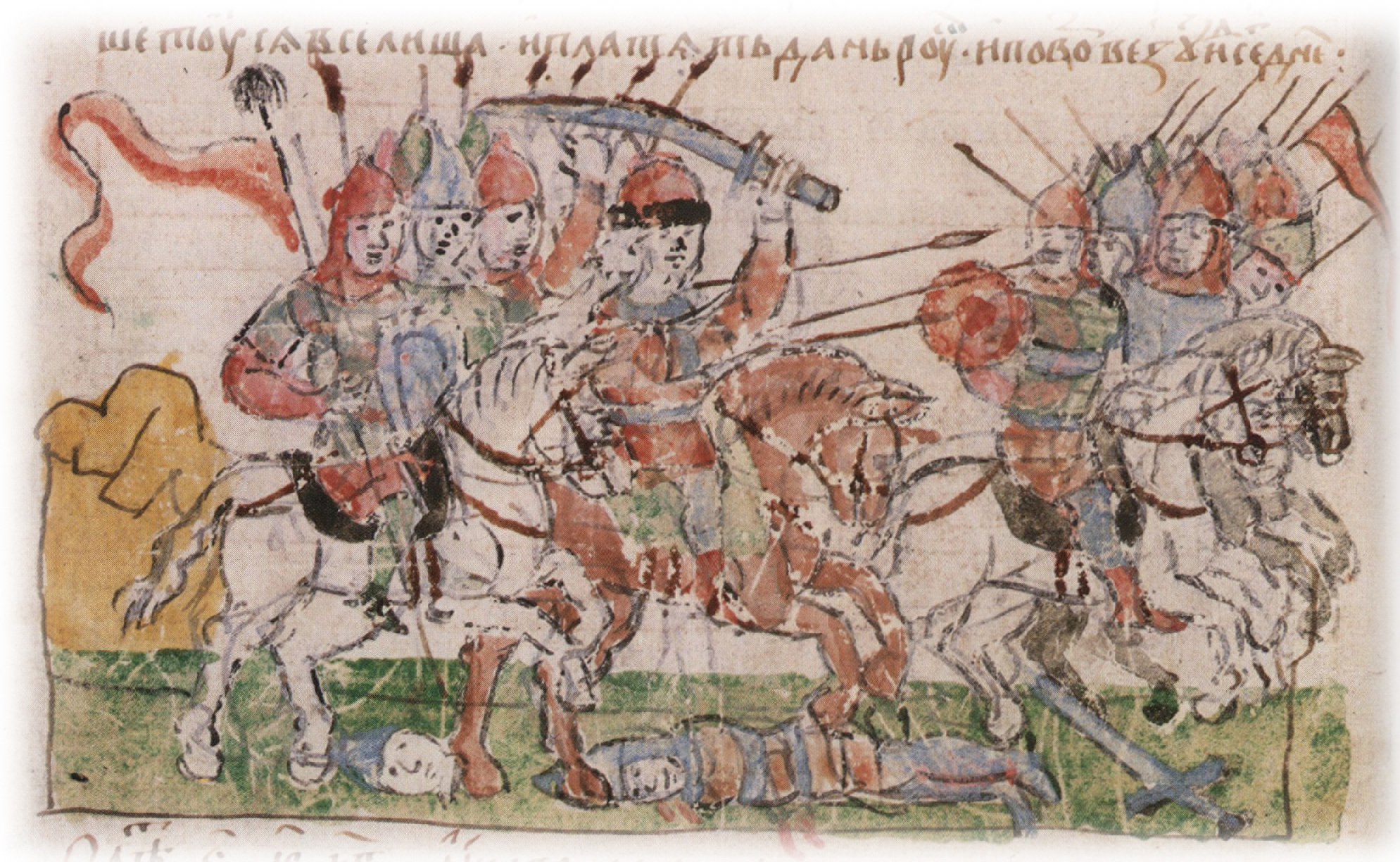
"В лето 6492. Иде Володимер на радимичи. И бе у него воевода Волчей Хвост. И посла Володимер пред собою Волчьа Хвоста. И срете на реце Песндане, и победи радимичи Волчей Хвост"

Волчий Хвост — воевода князя Владимира Святого и его приемного сына Святополка, по летописному сказанию, разбивший в 984 году радимичей на притоке Сожа реке Пищане, откуда образовалась на Руси насмешливая поговорка: «Пищанцы Волчьего хвоста бегают» (Ипатьевская и Лаврентьевская летописи, под 984 г.).
После смерти великого князя Владимира стал воеводой его приемного сына, Святополка Окаянного. Упоминается в Новгородских и Тверских летописях. Возглавлял войско Святополка в в битве на Любече в 1016 году против войск Ярослава Мудрого. Как сообщается в Новгородской первой летописи Младшего извода, Волчий Хвост издевался над новгородцами, говоря: «Почто пришли с хромцом этим? Эй вы, плотники, вот, поставим вас хоромы рубить нам!». Это разозлило бойцов Ярослава и заставило их действовать решительнее, в итоге войска Святополка были разбиты, а сам князь бежал в Польшу к своему тестю, Болеславу. Автор Тверской летописи неодобрительно отозвался о Волчьем Хвосте. Дальнейшая судьба воеводы, принимал ли он участие в сражении на Альте неизвестна.
А. Ю. Карпов сообщает, что имя Волчьего Хвоста вошло в народные предания. В памятнике XVI века, имеющем очевидное фольклорное происхождение («Сказание об Александре Поповиче»), богатырь-воевода Волчий Хвост служит эпическому киевскому князю Мстиславу.